# Rittbergerův skok
Rittbergerův skok (loop) je krasobruslařský skok, který jako první předvedl Werner Rittberger v roce 1910 na mistrovství Německa. Sice si tento rok vybojoval pouze stříbrnou medaili, ale již brzy se ve své kariéře dočkal vítězství a titul několikrát obhájil.
Dvojitý rittberger se vyskytl o 15 let později na tréninku rakouského olympijského vítěze Karla Schäfera, nebyl ale oficiálně předveden na žádné soutěži.
Trojitý rittberger byl předveden na olympijských hrách v roce 1952 v Oslu, kde jej zvládl americký reprezentant Dick Button.

## Popis skoku
Odraz i dopad je prováděn stejnou nohou. Začíná předním obloukem levé nohy – krasobruslař se odrazí a udělá vnitřní oblouk vpřed na pravou nohu, poté provede obrat s přešlápnutí na levou nohu do vnitřního oblouku vzad a ihned překročí pravou nohou do nájezdového oblouku vzad ven. Paže se pohybují do vodorovné polohy. Odskok je stejný. U tohoto skoku je důležitá i práce paží, při odrazu musí být rameno tlačeno hodně do výšky a hlava pohybem následuje rotaci celého těla.